# Palashban
Palashban là một thị trấn thống kê (census town) của quận Barddhaman thuộc bang Tây Bengal, Ấn Độ.

## Nhân khẩu
Theo điều tra dân số năm 2001 của Ấn Độ, Palashban có dân số 4856 người. Phái nam chiếm 53% tổng số dân và phái nữ chiếm 47%. Palashban có tỷ lệ 75% biết đọc biết viết, cao hơn tỷ lệ trung bình toàn quốc là 59,5%: tỷ lệ cho phái nam là 84%, và tỷ lệ cho phái nữ là 66%. Tại Palashban, 10% dân số nhỏ hơn 6 tuổi.